# The Broken Tower
Pour plus de détails, voir Fiche technique et Distribution.
The Broken Tower est un drame biographique américain produit, écrit, réalisé et monté par James Franco.

## Synopsis
Une biographie du poète Hart Crane (Franco). 

## Fiche technique
- Titre original : The Broken Tower
- Réalisation : James Franco
- Scénario : James Franco d'après la biographie The Broken Tower: A Life of Hart Crane de Paul Mariani
- Direction artistique : Kristen Adams
- Décors : Eric Morrell
- Photographie : Christina Voros
- Montage : James Franco
- Musique : Neil Benezra
- Production : James Franco
Caroline Aragon
Vince Jolivette
Miles Levy
Christina Voros
- Société(s) de production : RabbitBandini Productions
- Société(s) de distribution :   Focus Features
- Pays de production :  États-Unis
- Langue : anglais
- Genre : drame, biopic
- Format : Noir et blanc - 35 mm - 1.85:1 -  Son Dolby numérique
- Durée : 99 minutes
- Date de sortie :
  - États-Unis : 20 juin 2011 : Los Angeles Film Festival

## Distribution
- James Franco : Hart Crane
- Michael Shannon : Emile
- Stacey Miller : Peggy Cowley
- Vince Jolivette
- Betsy Franco : Grace Crane
- Dave Franco : Hart Crane jeune

## Accueil
Le film a reçu un accueil mitigé de la critique. Il obtient un score moyen de 46 % sur Metacritic.